# Quang Dũng (nhà thơ)
Quang Dũng (tên khai sinh là Bùi Đình Diệm; sinh 11 tháng 10 năm 1921 – mất 13 tháng 10 năm 1988) là một nhà thơ Việt Nam. Ông là tác giả của một số bài thơ nổi tiếng như Tây Tiến, Mắt người Sơn Tây, Đôi bờ... Ngoài ra Quang Dũng còn là một họa sĩ, nhạc sĩ. Ông thuộc thế hệ các nhà thơ miền Bắc trưởng thành và nổi danh sau Cách mạng tháng Tám. Ông được truy tặng Giải thưởng Nhà nước về Văn học Nghệ thuật vào năm 2001.

## Tiểu sử và sự nghiệp
Quang Dũng tên thật Bùi Đình Diệm, sinh năm 1921 tại làng Phượng Trì, huyện Đan Phượng, tỉnh Hà Tây (nay là thị trấn Phùng, huyện Đan Phượng, thành phố Hà Nội).
Trước cách mạng tháng Tám, Quang Dũng theo học tại Ban trung học trường Thăng Long. Sau khi tốt nghiệp, ông bắt đầu dạy học tư tại Sơn Tây.
Ông gia nhập Quân đội Nhân dân Việt Nam sau ngày Cách mạng tháng Tám thành công, trở thành phóng viên tiền phương của báo Chiến đấu.
Năm 1947, ông được điều đi học Trường bổ túc trung cấp quân sự Sơn Tây. Sau khoá học, ông làm Đại đội trưởng ở tiểu đoàn 212, Trung đoàn 52 Tây Tiến. Ông tham gia chiến dịch Tây Tiến đợt 2, mở đường qua đất Tây Bắc. Trong thời gian này, ông còn được cử làm Phó đoàn tuyên truyền Lào - Việt.
Cuối năm 1948, sau chiến dịch Tây Tiến, ông làm Trưởng tiểu ban tuyên huấn của Trung đoàn 52 Tây Tiến, rồi làm Trưởng đoàn Văn nghệ Liên khu III.
Ông đã viết rất nhiều truyện ngắn xuất bản và viết kịch, cũng như đã triển lãm tranh sơn dầu cùng với các họa sĩ nổi danh. Ông sáng tác nhạc, bài Ba Vì của ông đã nổi tiếng ở trong khu kháng chiến. Ông làm bài thơ Tây Tiến năm 1948 khi dự Đại hội toàn quân ở Liên khu III tại làng Phù Lưu Chanh (Hà Đông).
Tháng 8 năm 1951, ông xuất ngũ.
Sau 1954, ông làm Biên tập viên tại báo Văn nghệ, rồi chuyển về làm việc tại Nhà xuất bản Văn học. Ông phải đi chỉnh huấn sau vụ tờ báo Nhân Văn - Giai Phẩm. Bài thơ "Tây Tiến" của ông được nhiều người yêu thích, được xuất bản và phổ biến rộng rãi và được nhiều người yêu thích ngay cả ở miền Nam thời đó. Tuy nổi tiếng nhưng ông thích sống đạm bạc, không thích khoe khoang tên tuổi với ai. Khi nhận được những lời mời biếu tiền để sáng tác thơ của giới nhà giàu, ông từ chối và nói "Văn chương chữ nghĩa rẻ rúng đến thế ư?".
Về sau này, như những nhà thơ lớn khác, Nguyễn Bính, Hồ Dzếnh,... ông không sáng tác thêm được nhiều tác phẩm nổi bật và mất đi trong âm thầm. Ông mất ngày 13 tháng 10 năm 1988 sau một thời gian dài bị bệnh tại bệnh viện Thanh Nhàn, Hà Nội.
Năm 2001, ông được truy tặng Giải thưởng Nhà nước về văn học nghệ thuật với các tác phẩm: tập thơ Mây đầu ô, truyện ký Nhà đồi và Tuyển tập Quang Dũng.
Năm 2019, gia đình ông phối hợp với NXB Kim Đồng phát hành cuốn sách hồi ký Đoàn binh Tây Tiến. Cuốn sách được ông viết vào năm 1952 nhưng vì nhiều lý do đã không được xuất bản vào thời điểm đó. Cuốn sách đã đạt được Giải A giải thưởng sách quốc gia năm 2020. Chị Bùi Phương Thảo là con gái của ông, thay mặt gia đình lên nhận giải thưởng.

## Đánh giá
Ông là người tài hoa, vẽ tài, hát giỏi, thơ hay. Bài thơ Tây Tiến của ông mang đậm nét hào hùng, bi tráng pha chất lãng mạn được chọn vào giảng dạy trong giáo trình trung học phổ thông. Một số bài thơ của ông đã được phổ nhạc như Tây Tiến (Phạm Duy phổ nhạc), Đôi mắt người Sơn Tây (Phạm Đình Chương phổ từ hai bài thơ Đôi bờ và Đôi mắt người Sơn Tây), Kẻ ở (Cung Tiến phổ nhạc). Đặc biệt bài thơ Không đề  được 4 nhạc sĩ phổ nhạc khác nhau (Việt Dũng (với tựa đề "Có những cuộc tình không là trăm năm"), Phạm Trọng Cầu (tựa đề "Em mãi là 20 tuổi"), Khúc Dương ("Em mãi là 20 tuổi"), Quang Vĩnh).
Tác phẩm tiêu biểu là các tập thơ Bài Thơ Sông Hồng (1956), Rừng Biển Quê Hương (1957), Mây Đầu Ô (1986); truyện ngắn Mùa Hoa Gạo (1950); hồi ký Làng Đồi Đánh Giặc (1976)...
Hiện nay tại trường Tiểu học Thị trấn Phùng (cấp 3 Đan Phượng cũ - quê ông) có đặt một bức tượng Quang Dũng trong trang phục người lính Tây Tiến.

## Các bài thơ nổi tiếng

Bài thơ Bố Hạ qua bút tích nhà thơ

- Tây Tiến
- Đôi mắt người Sơn Tây
- Đôi bờ
- Quán bên đường
- Lính râu ria
- Những cô hàng xén

## Tác phẩm đã xuất bản
- Mùa hoa gạo (1950), tập truyện ngắn
- Bài thơ sông Hồng (1956), truyện thơ
- Rừng biển quê hương (1958), tập thơ in chung cùng với Trần Lê Văn
- Đường lên châu Thuận (1964), tập bút ký
- Rừng về xuôi (1964), tập bút ký
- Nhà đồi (1970), truyện ký
- Làng Đồi đánh giặc (1976), hồi ký
- Mây đầu ô (1986), tập thơ
- Quang Dũng - Tác phẩm chọn lọc (1988)
- Đoàn binh Tây Tiến (2019), di cảo - hồi kí